# Жінка в кімнаті
«Жінка в кімнаті» (англ. The Woman in the Room) — оповідання Стівена Кінга, уперше опубліковане в збірці Кінга «Нічна зміна» 1978 року. Оповідання було екранізоване як однойменний короткометражний фільм у 1983 році, режисер Френк Дарабонт на початку своєї кар'єри.

## Короткий опис сюжету
Джонні обтяжений докорами сумління. Він вирішує приспати свою смертельно хвору матір знеболювальними.

## Екранізація
Режисер Френк Дарабонт розпочав свою кінокар'єру, адаптувавши цю історію як короткометражний фільм у 1983 році в рамках ініціативи Dollar Baby. Дарабонт надіслав Кінгу лист із запитом у 1980 році з проханням дозволу адаптувати історію. Кінг погодився, оскільки вважав, що коли студенти адаптують оповідання як фільми — це гарна ідея.